# Verat austral
El verat austral (Scomber australasicus) és una espècie de peix teleosti de la família dels escòmbrids i de l'ordre dels perciformes. Es troba al Mar Roig i al Golf Pèrsic; des del Japó fins a Austràlia i Nova Zelanda; i a Hawaii i Mèxic.

## Morfologia
- Els mascles poden assolir els 44 cm de longitud total.
- Dors marbrejat amb nombroses línies transversals, negres i sinuoses, que no sobrepassen la línia lateral.
- Aleta caudal amb escotadura.
- Dues aletes dorsals.[1]